# HD 187458
HD 187458，又名BD+34 3727，SAO 68893、HR 7550，是一颗恒星，视星等为6.53，位于銀經70.42，銀緯4.81，其B1900.0坐标为赤經19h 44m 59.9s，赤緯+35° 4.81′ 34″。